# ヒエップホア県

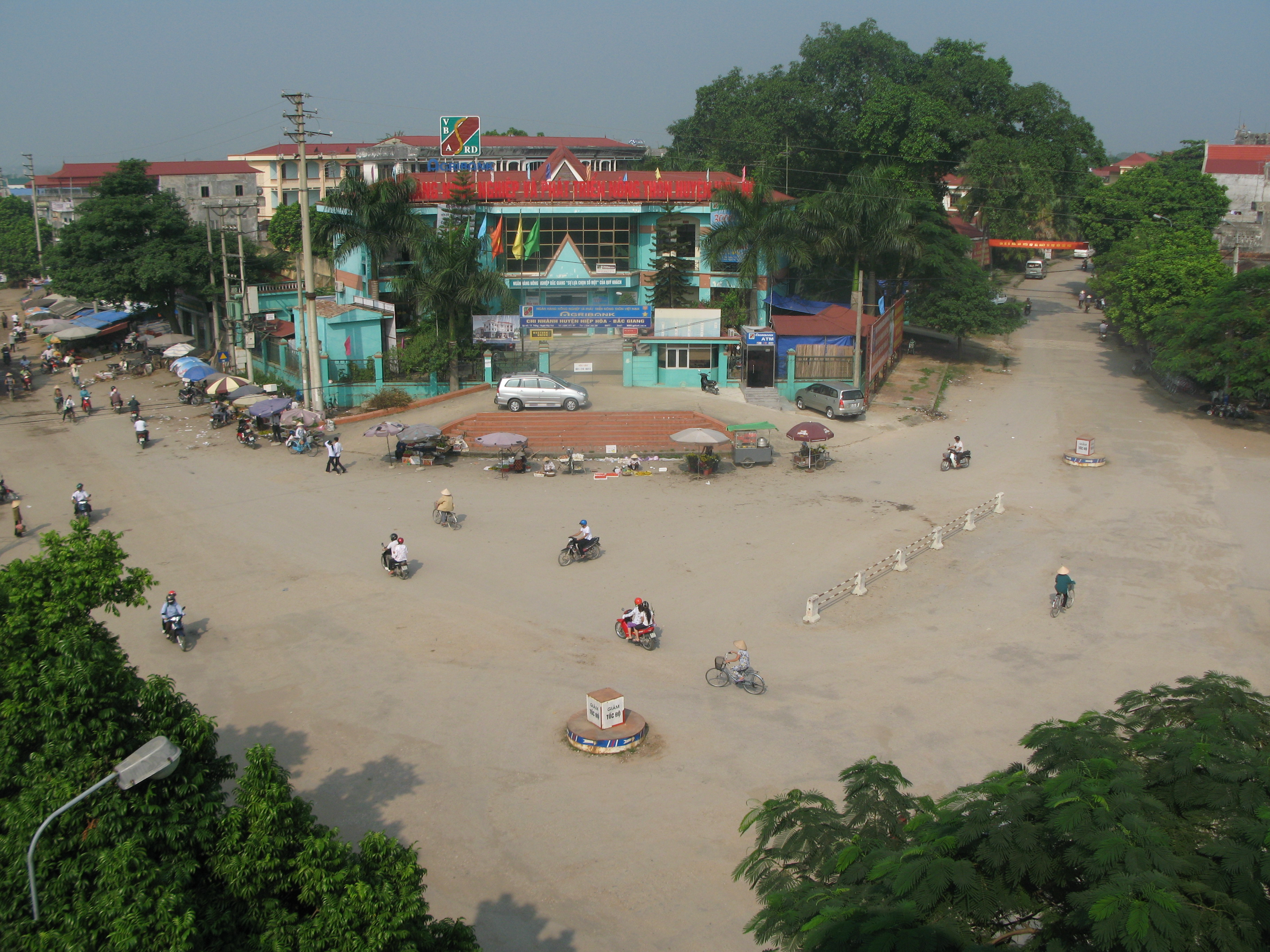

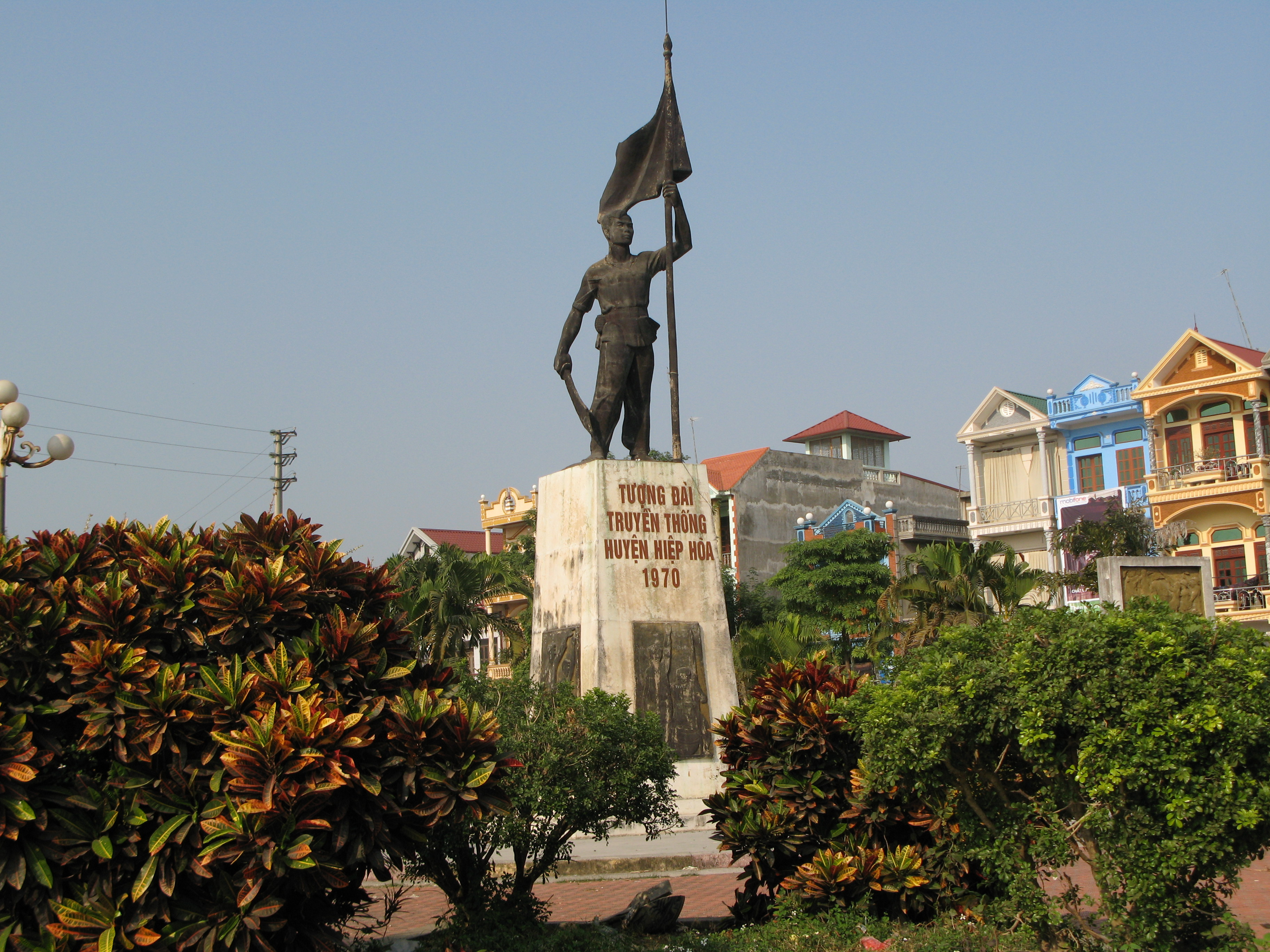

ヒエップホア県（ヒエップホアけん、ベトナム語：Huyện Hiệp Hòa / 縣洽和?）は、ベトナム社会主義共和国バクザン省の県である。面積は201.10 km²、人口は237,900人（2017年）である。